# Bulbophyllum codonanthum
Bulbophyllum codonanthum là một loài phong lan thuộc chi Bulbophyllum.